# Колонія Массачусетської затоки
Колонія Массачусетської затоки (англ. Massachusetts Bay Colony) — британська колонія в Новій Англії, заснована у 1628 році компанією «Массачусетської затоки» згідно з хартією Карла I, що дозволило компанії колонізувати землі між річками Чарльз і Меррімак.

## Історія
Першими поселенцями стали тисячі пуритан на чолі з Джоном Вінтропом. Найзначнішими містами колонії були Бостон і Сейлем у нинішньому штаті Массачусетс.
На відміну від Плімутської та Лондонської компаній, які облаштовували Плімутську і Вірджинську колонії, колонія Массачусетської затоки була зобов'язана проводити засідання учасників у Англії, тому управління компанією здійснювалося безпосередньо з Бостона і Сейлема. Навколо Бостона швидко розросталася колонія Массачусетської затоки, більшість зі знову прибулих переселенців були пуританами, релігійними біженцями з Англії. У 1630 році, був заснований Генеральний суд Массачусетсу, законодавчі збори нової колонії. Його резиденцією став будинок на Бікон-Гілл у Бостоні.
Король був стурбований зростанням самостійності теократичного уряду колонії та 1684 року анулював її статут. 1691 року колонія була об'єднана з Плімутською колонією і провінцією Мен в Массачусетс-Бей.